# Jávor (keresztnév)
A Jávor magyar eredetű férfinév, jelentése: juharfa.

## Gyakorisága
Az 1990-es években egyedi név, a 2000-es években nem szerepel a 100 leggyakoribb férfinév között.

## Névnapok
- június 19.[2]
- július 6.[2]

## Híres Jávorok
- Delov Jávor jazz és funky zenész, a Turbo, és Random Trip dobosa